# Furtadoa
Furtadoa  M.Hotta – rodzaj naziemnopączkowych, reofitycznych roślin zielnych, należący do rodziny obrazkowatych, obejmujący dwa gatunki, pochodzące z zachodniej Malezji, zasiedlające kamienie w strumieniach. Nazwa naukowa rodzaju pochodzi od nazwiska singapurskiego botanika C.X. Furtado, który w 1937 r. zwrócił uwagę na te rośliny i uznał je za prawdopodobnie należące do nowego rodzaju.

## Morfologia
PokrójDrobne rośliny zielne.
ŁodygaPodziemne kłącze, przechodzące w skróconą, naziemną łodygę.
LiścieOgonki liściowe o długości kilku centymetrów, tworzące pochwy do 50% swojej długości.  Blaszki liściowe niemal skórzaste, doosiowo zielone, odosiowo jasnoszare, jajowato-eliptyczne, spiczaste, o wymiarach 6,5–9×2,5–4,5 cm (F. sumatrensis).
KwiatyRośliny jednopienne. Tworzą od 1 do 3 kwiatostanów typu kolbiastego pseudancjum. Szypułka o długości od 8 do 10 cm. Pochwa kwiatostanu zielona, eliptyczna, spiczasta, słabo zwinięta u nasady, o długości około 1–1,3 cm. Kolba niemal cylindryczna do odwrotnie jajowato-eliptycznej. Butelkowate kwiaty żeńskie, położone w dolnym odcinku kolby o długości 3 mm, oddzielone są od jednopręcikowych kwiatów męskich (położonych na długości około 4 mm), paskiem prątniczek o długości około 1 mm. Zalążnie jednokomorowe z wieloma hemianatropowymi zalążkami powstającymi z bazalnych łożysk. Znamiona słupków siedzące. Pylniki przylegające do siebie, jajowate, złączone grubymi łącznikami.
OwoceJasnozielone jagody. Cienkie, eliptyczne nasiona mają gładką łupinę. Liczba chromosomów 2n=40.

## Systematyka
Pozycja rodzaju według Angiosperm Phylogeny Website (aktualizowany system APG IV z 2016)Należy do plemienia Homalomeneae, podrodziny Aroideae, rodziny obrazkowatych, rzędu żabieńcowców w kladzie jednoliściennych.
Gatunki
- Furtadoa mixta (Ridl.) M.Hotta
- Furtadoa sumatrensis M.Hotta